# 休斯米爾 (加利福尼亞州)
休斯米爾（英語：Hughes Mill）是位於美國加利福尼亞州普萊瑟縣的一個非建制地區。該地的面積和人口皆未知。

## 地理
休斯米爾的座標為39°05′28″N 120°46′47″W / 39.09111°N 120.77972°W，而該地的平均海拔高度為1070米（即3510英尺）。